# Languimberg
Languimberg település Franciaországban, Moselle megyében. Lakosainak száma 159 fő (2022. január 1.). Languimberg Azoudange, Diane-Capelle, Fribourg, Gondrexange és Rhodes községekkel határos.

## Népesség
A település népességének változása:
| Lakosok száma | 228  | 221  | 189  | 214  | 177  | 172  | 173  | 164  | 160  | 159  |
|               | 1968 | 1982 | 1990 | 2006 | 2013 | 2015 | 2017 | 2019 | 2020 | 2022 |